# Třída St. Laurent
Třída St. Laurent  byly protiponorkové torpédoborce kanadského královského námořnictva. Celkem bylo postaveno sedm jednotek této třídy. Všechny byly pojmenovány po kanadských řekách. Ve službě byly v letech 1955–1994. Velmi se osvědčily a prošly několika modernizacemi (např. byly vybaveny protiponorkovým vrtulníkem).
Byly to první válečné lodě navržené kanadskými loděnicemi. Díky poměrně luxusním ubikacím posádky byly přezdívány „Cadillacs“. Dalším vývojem konstrukce třídy St. Laurent vzniklo ještě dalších 13 torpédoborců tříd Restigouche, Mackenzie a Annapolis.

## Pozadí vzniku

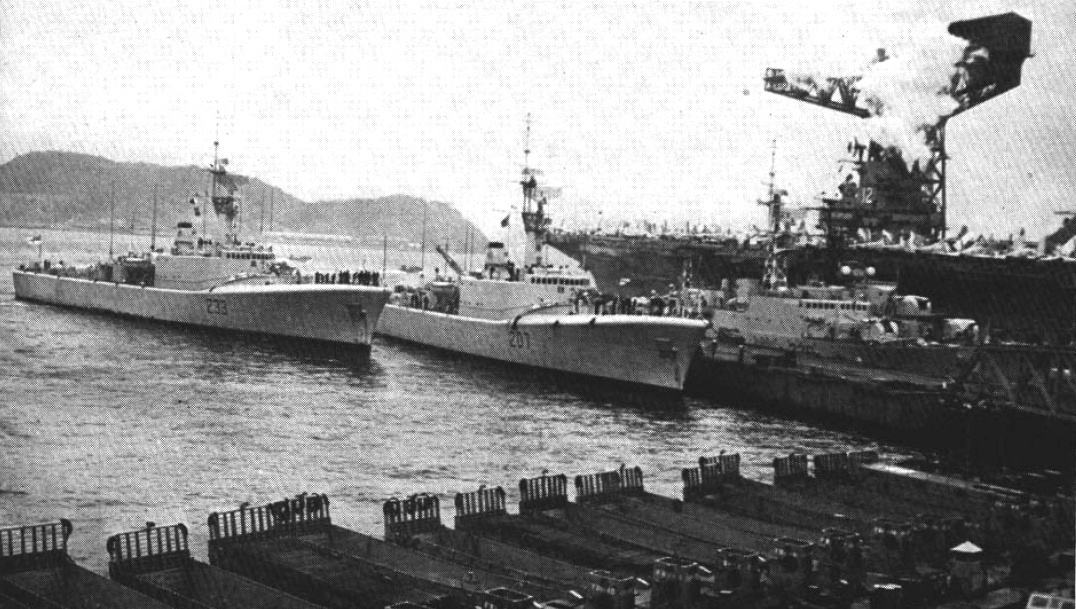
Torpédoborce Fraser, Skeena a Margaree kotvící roku 1958 v Jokosuce

Po vzniku NATO bylo rozhodnuto, že mezi hlavní úkoly kanadského námořnictva bude patřit ochrana dopravních cest v severním Atlantiku. Roku 1948 proto bylo rozhodnuto v domácích loděnicích postavit novou třídu specializovaných protiponorkových lodí třídy St. Laurent. Jejich konstrukce byla inspirována nejmodernějšími britskými protiponorkovými fregatami typu 12 Whitby, přičemž elektronika byla převážně americká. Plavidla byla uzpůsobena pro službu v arktickém klimatu.
Prototypové plavidlo postavila v letech 1950-1955 loděnice Canadian Vickers v Montréalu. Následovalo ještě šest sesterských lodí zařazených do služby v letech 1956-1957.
Jednotky třídy St. Laurent:
| Jméno                     | Loděnice                               | Spuštěna           | Vstup do služby    | Osud |
| ------------------------- | -------------------------------------- | ------------------ | ------------------ | --- |
| HMCS St. Laurent (DE-205) | Canadian Vickers Ltd., Montréal        | 30. listopadu 1951 | 29. října 1955     | Vyřazen 1974, zdroj náhradních dílů, roku 1980 se během vlečení k sešrotování potopil poblíž mysu Hatteras. |
| HMCS Saguenay (DE-206)    | Halifax Shipyards, Halifax             | 30. července 1953  | 15. prosince 1956  | Vyřazen 1990, potopen poblíž Lunenburgu v Novém Skotsku jako umělý útes. |
| HMCS Skeena (DE-207)      | Burrard Dry Dock Ltd., North Vancouver | 19. srpna 1952     | 30. března 1957    | Vyřazen 1993, sešrotován. |
| HMCS Ottawa (DE-229)      | Canadian Vickers Ltd., Montréal        | 29. dubna 1953     | 10. listopadu 1956 | Vyřazen 1992, sešrotován. |
| HMCS Margaree (DE-230)    | Halifax Shipyards, Halifax             | 29. března 1956    | 5. října 1957      | Vyřazen 1992, sešrotován. |
| HMCS Fraser (DE-233)      | Burrard Dry Dock Ltd., North Vancouver | 19. února 1953     | 28. července 1957  | Od roku 1986 využíván k testování nového vybavení, např. sonarů CANTASS, protitorpédového systému SLQ-25 Nixie a navigačního systému URN-20A TACAN. Vyřazen 1994, potopen poblíž Bridgewateru v Novém Skotsku jako vlnolam. |
| HMCS Assiniboine (DE-234) | Marine Industries, Sorel               | 12. února 1954     | 16. srpna 1956     | Vyřazen 1988, sešrotován. |

## Konstrukce

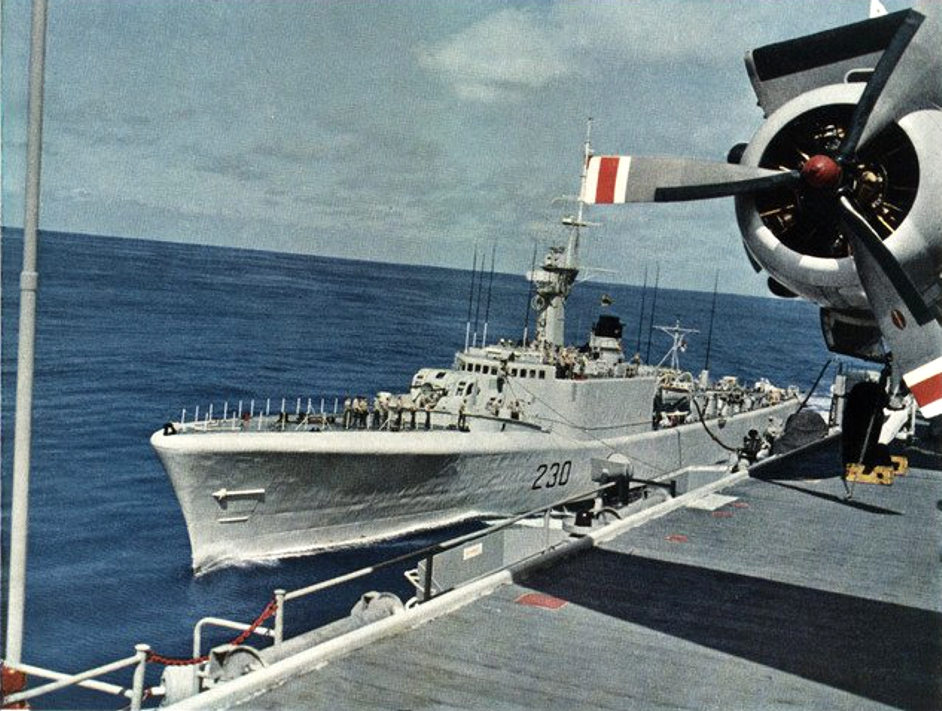
Původní podoba torpédoborce Margaree na snímku z roku 1963

### Po dokončení
Plavidla nesla vzdušný vyhledávací radar SPS-12, námořní vyhledávací radar SPS-10B a navigační radar Sperry MK.2. K detekci ponorek sloužil trupový sonar SQS-10 (některé dostaly modernější SQS-11), vysokofrekvenční sonar SQS-501 a dále sonar SQS-502, který zaměřoval palbu vrhačů Limbo.
Výzbroj tvořily čtyři 76mm kanóny Mk.33 ve dvoudělových věžích vybavené systémem řízení palby GUNAR, dva jednohlavňové 40mm kanóny Boffin, dva salvové vrhače hlubinných pum Mk.10 Limbo a dva jednohlavňové protiponorkové torpédomety Mk.2 (K-gun). Pohonný systém tvořily dva kotle Babcock & Wilcox a dvě parní turbíny English Electric, o celkovém výkonu 30 000 shp, pohánějící dva lodní šrouby. Nejvyšší rychlost dosahovala 28 uzlů.

### Modernizace DDH

Modernizovaný torpédoborec Margaree v roce 1990

V roce 1961 byla zahájena rozsálá modernizace všech sedmi jednotek, zlepšující jejich schopnosti v boji proti nejnovějším ponorkám s jaderným pohonem. Hlavní změnou byla instalace záďové přistávací plochy a hangáru pro vrtulník CH-124 Sea King. Kvůli tomu byla odstraněna zadní dělová věž, jeden vrhač Limbo a komín byl rozdělen na dva menší. Operace vrtulníku usnadňoval asistenční systém Beartrap. Na zádi byl navíc umístěn sonar s měnitelnou hloubkou ponoru SQS-504. Kvůli zlepšení nautických vlastností byla plavidla vybavena aktivními ploutvovými stabilizátory.
Standardní výtlak torpédoborců stoupl na 2260 t a plný na 2858 t. Plavidla dále dostala navigační systém TACAN. Ostatní výzbroj byla redukována na dva 76mm kanóny, jeden vrhač Limbo a dva trojhlavňové 324mm protiponorkové torpédomety Mk.32, ze kterých byla vypouštěna torpéda Mk.44, nebo Mk.46 Mod.5. Počet členů posádky klesl na 233 (včetně 20 členů leteckého personálu).

### Modernizace DELEX

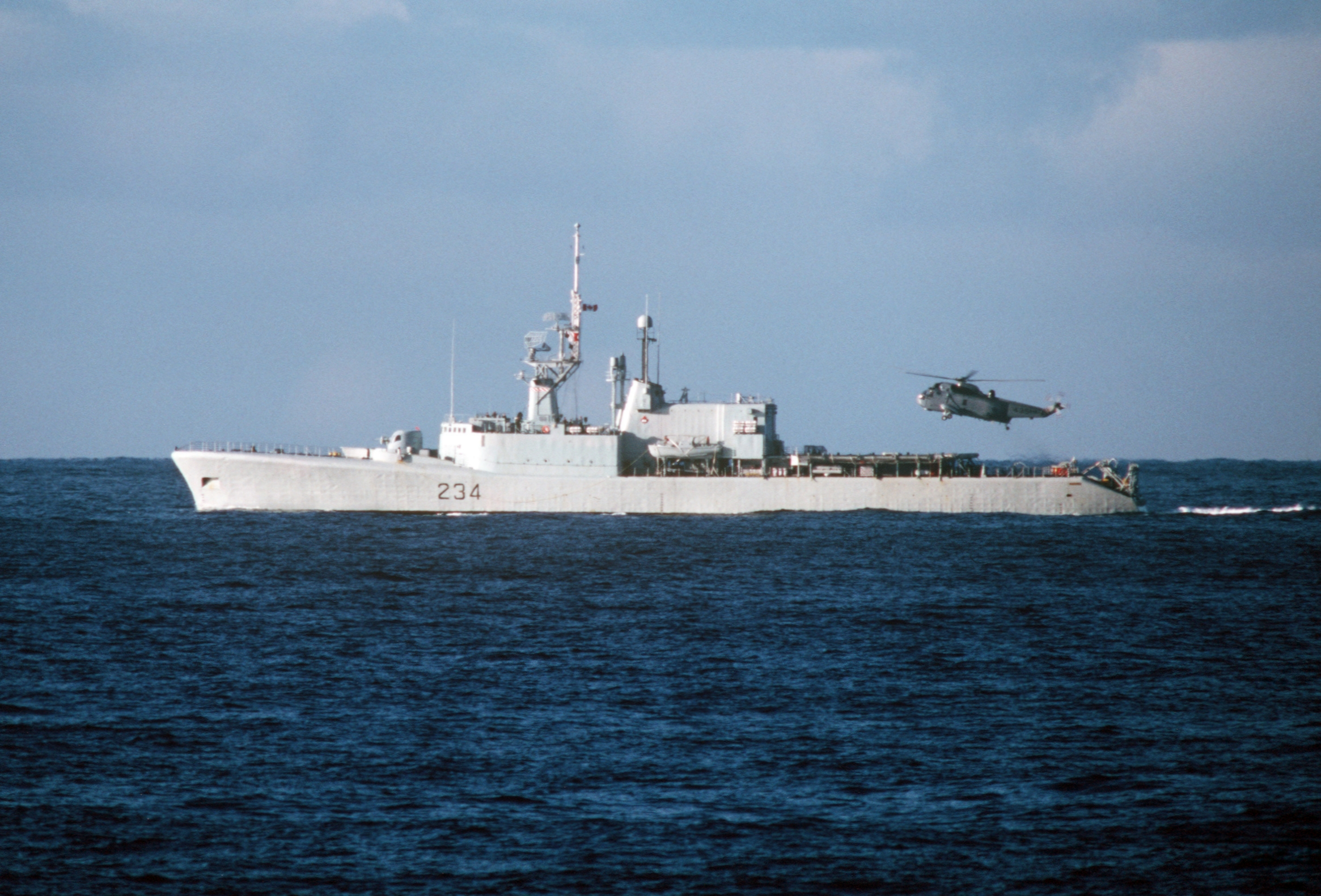
Torpédoborec Assiniboine s vrtulníkem Sea King

Šest torpédoborců (vyjma St. Laurent vyřazeného roku 1974) prošlo v letech 1979–1982 modernizací DELEX (DEstroyer Live EXtension), jejímž cílem bylo prodloužit životnost plavidel o dalších 15 let. Generálkou prošla jejich elektronika, senzory i pohonný systém.